# LIL LEAGUE from EXILE TRIBE
LIL LEAGUE from EXILE TRIBE（リル・リーグ・フロム・エグザイル・トライブ）は、日本の6人組ダンス&ボーカルグループ。所属事務所はLDH JAPAN。レーベルはrhythm zone。グループ名には、「若い力と勢いをバイブスに変えてほしい」という意味が込められている。

## 略歴
2022年5月21日、LDH主催オーディション「iCON Z」の最終審査が日本武道館で行われ、岩城星那、中村竜大、山田晃大、岡尾真虎、百田隼麻、難波碧空の6名からなるLIL LEAGUEがグランプリに選ばれた。
2023年1月11日、シングル「Hunter」でメジャーデビュー。グループ名が、"LIL LEAGUE"から"LIL LEAGUE from EXILE TRIBE"となった。

## メンバー
- 岩城星那（いわき せな、2004年10月21日 - ）リーダー[4]
  - 大阪府出身。血液型O型[5]。
  - EXPG大阪校出身[6]。
- 中村竜大（なかむら たつひろ、2004年11月27日 - ）
  - 福岡県出身。血液型B型[7]。
  - EXPG福岡校出身[6]。
- 山田晃大（やまだ こうだい、2005年8月10日 - ）
  - 福岡県出身[8]。
  - EXPG福岡校出身[6]。
- 岡尾真虎（おかお まとら、2008年5月7日 - ）
  - 京都府出身。血液型O型[9]。
  - EXPG京都校出身[6]。
  - 兄はKID PHENOMENONの岡尾琥珀[10]。
- 百田隼麻（ももだ はいま、2008年5月15日 - ）
  - 大阪府出身。血液型O型[11]。
  - EXPG大阪校出身[6]。
  - 兄はLDH SCREAMの百⽥來夢[12]。
- 難波碧空（なんば そら、2009年1月21日 - ）
  - 神奈川県出身。血液型AB型[13]。
  - EXPG横浜校出身[6]。

## 作品
順位はオリコン週間ランキングの最高位

### 配信シングル
| 配信日         | タイトル                     |
| -------------- | ---------------------------- |
| 2022年4月25日  | Rollah Coaster               |
| 2022年10月24日 | Rollah Coaster -Re Recorded- |
| 2023年10月18日 | HYPE UP                      |
| 2023年11月3日  | 15分                         |
| 2023年12月20日 | 飛龍-FeiLong-                |
| 2024年4月15日  | HEAVY GAMER                  |
| 2024年5月8日   | Beat Loud                    |
| 2024年7月8日   | The Walk                     |

### シングル
| # | 発売日        | タイトル       | 順位 |
| - | ------------- | -------------- | ---- |
| 1 | 2023年1月11日 | Hunter         | 1位  |
| 2 | 2023年7月26日 | Higher/Monster | 4位  |
| 3 | 2024年7月31日 | Youth Spark    | 3位  |
| 4 | 2025年1月8日  | 刺激最優先     | 3位  |
| 5 | 2025年7月2日  | 真夏ノ花火     | 3位  |

### アルバム
| # | 発売日        | タイトル  | 順位 |
| - | ------------- | --------- | ---- |
| 1 | 2024年2月28日 | TRICKSTER | 1位  |

### 参加作品
| 発売日        | 曲名         | 収録作品                                                                            |
| ------------- | ------------ | ----------------------------------------------------------------------------------- |
| 2023年6月14日 | フォトグラフ | EXILE ATSUSHI feat. 東京スカパラダイスオーケストラ ホーンセクション「フォトグラフ」 |
| 2024年8月7日  | Icy Fire     | V.A.『BATTLE OF TOKYO Jr.EXILE vs NEO EXILE』                                       |
| 2024年8月7日  | 24WORLD      | V.A.『BATTLE OF TOKYO Jr.EXILE vs NEO EXILE』                                       |

## タイアップ
| 曲名           | タイアップ                                                                        | 初出                          |
| -------------- | --------------------------------------------------------------------------------- | ----------------------------- |
| Hunter         | テレビ東京ドラマ24『今夜すきやきだよ』エンディングテーマ                          | シングル『Hunter』            |
| Rollah Coaster | 中京テレビ放送・日本テレビ系列『それって!?実際どうなの課』1月度エンディングテーマ | シングル『Hunter』            |
| Monster        | 関西テレビ放送・フジテレビ系列月10『転職の魔王様』オープニング曲                  | シングル『Higher/Monster』    |
| Higher         | 文化放送『レコメン!』週間エンディングテーマ                                       | シングル『Higher/Monster』    |
| 飛龍-FeiLong-  | 「Softbank ウインターカップ2023」大会公式テーマソング                             | 配信シングル『飛龍-FeiLong-』 |
| HEAVY GAMER    | テレビ東京アニメ『シャドウバースF アーク編』エンディングテーマ                    | 配信シングル『HEAVY GAMER』   |
| Okay           | 福岡市科学館特別展「すごすぎる天気の図鑑展～虹のはなし～」福岡会場イメージソング  | アルバム『TRICKSTER』         |
| The Walk       | フジテレビ系アニメ『ぼのぼの』3代目主題歌                                         | 配信シングル『The Walk』      |
| 1番星          | RKB毎日放送「冨田伊織 新世界『透明標本』展」CMソング                              | シングル『刺激最優先』        |

## ライブ・イベント

### 単独
- 7月25日：大阪・オリックス劇場
- 7月27日：千葉・森のホール21
- 8月02日：福岡・福岡サンパレス
- 8月18日：大阪・オリックス劇場
- 8月22日：東京・LINE CUBE SHIBUYA
- 8月25日：愛知・名古屋国際会議場センチュリーホール
- 8月26日：兵庫・神戸国際会館こくさいホール

- 12月21日：群馬・ベイシア文化ホール
- 12月25日：大阪・グランキューブ大阪
- 12月27日：京都・ロームシアター京都
- 1月09日：愛知・愛知県芸術劇場 大ホール
- 1月19日：静岡・静岡市民文化会館 大ホール
- 1月30日：東京・LINE CUBE SHIBUYA

### 合同
- iCON Z 2022 〜Dreams For Children〜（2022年5月21日）[2]
- BATTLE OF TOKYO TIME 4 Jr.EXILE（2022年7月23日）[24]
- LDH LIVE-EXPO 2023（2023年12月31日）[25]
- BATTLE OF TOKYO 〜Jr.EXILE vs NEO EXILE〜（2024年8月10日 - 8月12日）[26]
- NEO EXILE SPECIAL LIVE 2024（2024年9月23日）[27]
- LDH LIVE-EXPO 2024 -EXILE TRIBE BEST HITS-（2024年10月26日 - 10月27日）[28]

### ファンクラブイベント
- LIL LEAGUE OFFICIAL FAN CLUB EVENT『LIL PARTY 〜1年間で少し大人になれた〜』（2024年2月4日）[29]

### その他のイベント
- LIL LEAGUE FAN EVENT 2023 -LIL SMILE-（2023年3月30日 - 4月14日）[30]
- LIL LEAGUE LIVE EVENT 2025 "LIL (W)INK" 〜一生懸命、あなたの心に届くまで〜（2025年7月12日 - 11月21日）[31]

### オープニングアクトとして参加
- EXILE LIVE TOUR 2022 "POWER OF WISH"（2022年7月6日 - 12月21日）[32]
- Jr.EXILE LIVE-EXPO 2022（2022年12月31日：東京・有明アリーナ）[33]

## 出演

### テレビ番組
- LIL LEAGUEのヴィクトリーグ!（2022年10月9日 - 2023年9月、テレビ東京）[34]
  - ヴィクトリーグ!（2023年10月7日 - ）[35]

### 配信番組
- ヴィクトリーグ! のリルチューブ（2022年12月 - 、YouTube）[36]
- LIL LEAGUE JOURNEY（2023年3月31日、Amazon Prime Video）[37]

### ミュージックビデオ
- EXILE ATSUSHI feat. 東京スカパラダイスオーケストラ ホーンセクション
  - 「フォトグラフ」[38]
  - 「フォトグラフ」（LIL LEAGUE Performance Ver.）[38]

### 連載
- LIL PLUS＋（2022年6月 - 、テレ東プラス）[39]

### 雑誌連載
- JUNON「LIL a Good Time」（2024年5月号 - 、主婦と生活社）[40]

## 書籍
- LIL LEAGUE OFFICIAL ARTIST BOOK More（2025年3月19日、宝島社）[41]

## 受賞
- MTV Video Music Awards Japan 「Upcoming Dance & Vocal Group」（2023年）[42]
- 第65回日本レコード大賞 「新人賞」（2023年）[43]
- 第38回日本ゴールドディスク大賞「ベスト5ニュー・アーティスト（邦楽）」（2024年）[44]

## 備考
LIL Friends
LIL LEAGUEのファンネーム。